# Famille Lucchese
 (novembre 2009).
Si vous disposez d'ouvrages ou d'articles de référence ou si vous connaissez des sites web de qualité traitant du thème abordé ici, merci de compléter l'article en donnant les références utiles à sa vérifiabilité et en les liant à la section « Notes et références ».
La famille Lucchese (ou famille Tosone  avant 1953) est une organisation criminelle et une des Cinq familles mafieuses de New York, qui font elles-mêmes partie des 25 familles de la mafia américaine. Sa création remonte à 1917, mais elle fut réellement indépendante en 1931 sous Gaetano « Tommy » Gagliano puis prit le nom de famille Lucchese lorsque Tommy Lucchese succéda à Gagliano en 1953. Elle fut rivale avec les familles Gambino et Genovese durant la mi-1980. Son effectif est d'environ 100 affranchis et de 1100 associés.

## Histoire de la famille Lucchese

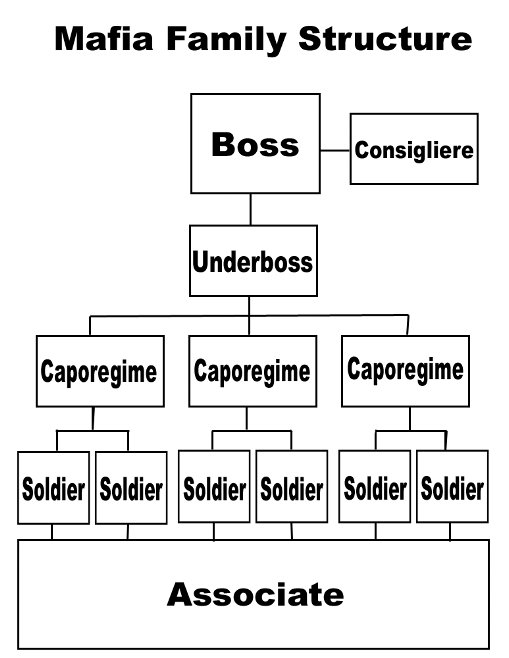
Structure d'une famille de la mafia italienne

### Les deux «Tommy»
Avec la création des Cinq familles, véritable pilier de la puissance de la Cosa nostra, la famille Gagliano est menée par Gaetano « Tommy » Gagliano, avec Gaetano « Tommy » Lucchese comme sous-boss. Elle était auparavant dirigée par Gaetano « Tommy » Reina et puis par Joseph « Fat Joe » Pinzolo jusqu'en 1930. Le duo des « Tommy » décide d'investir dans des secteurs d'activités légales à haut rendement comme les transports routiers et l'industrie du vêtement.
Quand Gagliano meurt en 1953, Tommy Lucchese, qui fut fidèle à son patron durant 22 ans, devient le nouveau parrain. Il prend comme sous-boss Vincent « Three Finger Brown » Rao. Il garda les traditions que Gagliano avait établies, changea le nom de la famille en Lucchese et fit en sorte qu'elle devienne une des Cinq familles les plus rentables de New York. Ceci en développant ses intérêts grâce au contrôle du syndicat des routiers « Teamsters », les syndicats de travailleurs et en rackettant l'aéroport d'Idlewild. Il développa aussi son propre réseau auprès de politiciens et de membres des palais de justice, ce qui aida les membres de la famille à de nombreuses reprises. Tout cela en se faisant le plus discret possible, à tel point qu'il devint une légende vivante dans les cercles mafieux. Il passa ainsi 44 ans dans la Mafia et ne recevant en tout et pour tout qu'une seule condamnation pour des actes criminels.

### Tramunti et laFrench Connection
Vers la fin de sa vie, Lucchese avait de nombreux problèmes de santé et son cœur le lâcha le 13 juillet 1967. C'est Carmine Tramunti, âgé de 60 ans et en mauvaise santé, qui prit sa succession à la tête de la famille. Tramunti assurait l'intérim pendant qu'Anthony « Tony Ducks » Corallo, son successeur potentiel, était en prison. Durant cet intérim à la tête de la famille, Tramunti dut faire face à de nombreuses accusations criminelles. Il fut finalement condamné pour une énorme contrebande d'héroïne. Avec lui, sont incriminés, arrêtés puis condamnés Vincent Papa et Anthony Loria Sr, deux poids lourds de la fameuse French Connection, qui, jusqu'au début des années 1970, distribua sur tout le territoire américain des millions de dollars d'héroïne en provenance de Turquie et passant par le port de Marseille en France. Pour cela, elle avait corrompu un grand nombre de policiers de la New York City Police Department. Des policiers en uniforme, ayant accès aux saisies de plusieurs centaines de kilos de drogue provenant de la French Connection, les remplaçaient contre de la farine de brioche. Le subterfuge fut découvert lorsque des policiers non-corrompus découvrirent des insectes mangeant les colis de fausse héroïne. Les autorités estiment la valeur des vols à environ 70 millions de dollars (prix de revente dans la rue). Certains conspirateurs furent condamnés à des peines de prison, dont Papa (qui sera plus tard assassiné dans le pénitencier fédéral d'Atlanta, en Géorgie). Le témoignage de Frank Serpico devant la commission Knapp de la DEA confirmera les faits.

### Le règne deTony Ducket de saJaguar
Après l'incarcération de Carmine « Gribbs » Tramunti en 1974, la famille Lucchese choisit comme nouveau parrain un puissant Capo de la faction du Queens du nom d'Anthony « Tony Ducks » Corallo, surnommé ainsi pour avoir la réputation d'esquiver (« to Duck » en anglais) les condamnations criminelles. Il était fait du même moule que Tramunti. Sa manière de diriger les affaires était identique. Il était impliqué dans le contrôle des syndicats de travailleurs, en étroite collaboration avec Jimmy Hoffa, le président du syndicat des routiers « Teamsters » durant les années 1940 et 1950. Corallo était aussi très proche du syndicat des peintres et décorateurs, de ceux des Conduit Workers Union et des travailleurs du textile. Il plaça Salvatore « Tom Mix » Santoro comme sous-boss et superviseur des opérations de racket de tous ces syndicats à New York et Christopher « Christie Tick » Furnari comme Consigliere. La famille prospéra sous le règne de Corallo, particulièrement dans le trafic de drogue, le racket des syndicats et les très grosses opérations de paris clandestins. Comme Corallo ne parlait jamais de ses affaires lors de réunion avec ses hommes, de peur des écoutes clandestines du gouvernement fédéral, il s'acheta une Jaguar équipée d'un téléphone et dirigeait ainsi les affaires depuis sa voiture en faisant le tour de New York. Salvatore « Sal » Avellino et Aniello « Neil » Migliore étaient ses chauffeurs principaux durant les années 1970 et 1980.
Corallo était très fier de la faction du New Jersey. Il décida de promouvoir Anthony « Tumac » Accetturo et Michael « Mad Dog » Taccetta dans l'organisation et de les placer à la tête du Jersey Crew qui contrôlait, à l'époque, la plupart des prêts à taux usuraire et des paris clandestins de Newark.
Mais Corallo continuait de mener la famille d'une main de fer. Le FBI, ayant pu placer un micro dans le téléphone de sa voiture, a pu l'enregistrer en train de discuter de toutes les affaires mafieuses de la famille, notamment de la prise de paris clandestins, du racket des syndicats, du trafic de stupéfiants et de meurtres. Corallo fut arrêté en même temps que les autres parrains des Cinq familles et leurs subordonnés directs. C'est le légendaire procès connu comme Mafia Commission Trial ou procès de la commission de la mafia. Ce procès est considéré comme la plus vaste opération de répression contre le crime organisé depuis le procès de l'Outfit de Chicago, en 1943. À la suite de cela, Corallo fut condamné à la prison à vie, où il mourra en 2000. Après le meurtre en 1986 d'Anthony « Buddy » Luongo, successeur de Corallo, c'est Vittorio « Vic » Amuso qui prend le commandement.

### Les règnes totalitaires et sanglants d'Amuso et Casso
Le temps de Corallo correspond à la période la plus mouvementée de l'histoire de la famille Lucchese. Le règne de Vittorio « Vic » d'Amuso et de son sous-boss Anthony « Gaspipe » Casso sera plus calme et moins tourmenté mais plus sanglant. Les deux hommes sont très largement impliqués dans le trafic de stupéfiants, le racket des syndicats ouvriers et autres extorsions et les contrats d'assassinat. De plus, ils sont ennemis de John Gotti, à l'époque parrain de la famille Gambino. Par contre, ils sont alliés avec Vincent « Chin » Gigante, parrain de la famille Genovese. Ensemble, ils vont comploter contre Gotti. Cela se manifestera par le plasticage de sa voiture le 13 avril 1986. Mais l'attentat manquera Gotti et tuera son sous-boss Frank DeCicco. Cet acte fut commis en représailles de l'assassinat, non autorisé par la Commission, de Paul Castellano, l'ancien parrain de la famille Gambino, tué sur ordre de John Gotti. Cet attentat entraînera de profondes tensions entre les trois familles, qui se manifesteront par de multiples assassinats de chaque côté.
Plus tard, à la fin des années 1980, Amuso demanda 50 % des profits à la faction du New Jersey. Leurs leaders, Anthony « Tumac » Accetturo et Michael « Mad Dog » Taccetta, refusèrent, ce qui mit d'Amuso dans une profonde colère. Il décida alors d'éliminer la faction entière, ce qui devait avoir lieu à l'occasion d'une réunion à Brooklyn avec le New Jersey Crew, mais personne ne se montra, de peur de se faire massacrer. En 1990, Taccetta et Accetturo, tout comme Amuso et Casso, firent face à un procès pour leurs implications dans une vaste escroquerie qui visait le remplacement de milliers de fenêtres dans New York, tout en surfacturant les devis. La même année, Amuso et Casso se réfugièrent dans la clandestinité et dirigèrent la famille par le biais d'intermédiaires. Ils décidèrent d'éliminer tous ceux qui pouvaient s'avérer dangereux pour l'organisation, ceux qui pouvaient devenir des informateurs potentiels ou des rivaux.
De sanglantes exécutions s'ensuivirent, qui poussèrent certains membres de la famille, pour sauver leurs vies, à devenir des informateurs de la police. Amuso et Casso planifièrent une tentative d'assassinat contre Alphonse « Little Al » D'Arco, chef de la famille pendant la clandestinité d'Amuso. Pour se protéger, Alphonse « Little Al » D'Arco fut obligé de devenir un informateur de la police. Amuso ordonna l'assassinat du capitaine Peter « Fat Pete » Chiodo, qui était chargé avec Casso de l'escroquerie de 150 millions de $ sur le changement de fenêtres dans tout New York. Il survécut à 12 balles et témoigna sur ce qu'il savait au FBI. Amuso ordonna aussi le meurtre d'Anthony « Tumac » Accetturo, qui avait témoigné au procès de 1990. Pour se protéger, il devint, lui aussi, un repenti.
Le 29 juillet 1991, le FBI captura Amuso en Pennsylvanie. Puis ce fut au tour de Casso, deux ans plus tard. Amuso résista à toutes les pressions du FBI pour témoigner sur la famille - Casso, quant à lui, fit tout le contraire. Malheureusement pour lui, ses révélations furent si insignifiantes que le FBI lui refusa tout arrangement et qu'il fut déféré devant le tribunal. En 1991, Amuso fut condamné à la prison à vie, tout comme Casso en 1994. Il s'est avéré que ce dernier avait comploté avec les Capo de la faction de Brooklyn, George Zappola, George Conte, Frank « Bones » Papagni et Frank Gioia, Jr, ainsi que le consigliere Frank Lastorino et la famille Genovese pour assassiner le sous-boss du Bronx Steven « Wonderboy » Crea et le parrain de la famille Gambino, John Gotti Jr., fils de John Gotti. Grâce aux condamnations massives, aucun assassinat ne fut commis.

## Chefs de la famille Lucchese
- 1920-1930 : Gaetano Reina
- 1930-1953 : Gaetano « Tommy » Gagliano
- 1953-1967 : Gaetano Tommy Lucchese
- 1967-1974 : Carmine Tramunti
- 1974-1986 : Anthony Corallo « Tony Ducks »
- 1986 : Anthony « Buddy » Luongo
- 1987- présent : Vittorio « Vic » Amuso

## Membres de la famille Lucchese
- Giacomo DiNorscio (1940-2004)
- Anthony Accetturo
- James Burke
- Anthony Casso
- Ettore Coco
- Alphonse D'Arco
- Joseph DeFede
- Thomas DeSimone
- Anthony DiLapi
- John Dioguardi
- Bruno Facciolo
- Christopher "Christy Tick" Furnari
- Frank "Spaghetti Man" Gioia, Jr.
- Henry Hill
- Burton Kaplan
- Stefano LaSalle
- Frank Lastorino
- Anthony Loria
- Anthony Luongo
- Mariano Macaluso
- Frank Manzo
- Giovanni "Big John" Ormento
- Vincent Papa
- Vincent Rao
- Salvatore "Tom Mix" Santoro
- Martin Taccetta
- Michael Taccetta
- Joseph Tangorra
- Carmine "Mr. Gribbs" Tramunti
- Paul Vario
- Maxime Storath